# ميتسوهيرو وهارا
ميتسوهيرو وهارا (باليابانية: 小原 光城) (16 أغسطس 1976 في كاناغاوا في اليابان – )؛ هو لاعب كرة قدم كان يلعب كمدافع.